# 中島武
中島 武（なかじま たけし、1906年（明治39年） - 1980年（昭和55年）） は、橋梁技術者。世界で初めて鉄筋コンクリートローゼ橋を設計した。

## 人物
北海道札幌市の出身。北海道大学卒業後、内務省に入省し、茨城県・岐阜県道路技師を経て、長野県道路技師に1934年（昭和8年）から1937年（昭和12年）に赴任。この間に田中豊に出会い、鉄筋コンクリート下路アーチ橋としては、ローゼ橋が最適との確信を強めるに至り、大手橋を設計した。1937年（昭和12年）には新潟県に転任するも『鉄筋コンクリートローゼ桁』を1940年（昭和15年）に出版し、長野県内に鉄筋コンクリートローゼ橋が数多く生まれる要因となった。
中島は岐阜県技師時代より、ランガー橋、ローゼ橋、フィーレンディール橋についての構造解析の論文を発表していて、長野県時代に橋梁建設計画が鋼材が不足するなかそれをコンクリートローゼ橋での実現を考え、アーチと桁の接点を剛結とする「変形ローゼ桁」モデルを開発して実用化に至った。
戦後は、建設省に務め、1956年（昭和31年）に「鉄筋コンクリートローゼ桁について」という論文を北海道大学に提出し、工学博士を授与された。
建設省中部地方建設局長を経て、1959年（昭和34年）に建設省関東地方建設局長を最後に建設省を退官すると、首都高速道路公団理事、横河工事副社長、地崎工業社長を務めた
。

## 略歴
- 1906年（明治39年） - 北海道札幌市に生れる。
- 1931年（昭和6年） - 北海道大学工学部土木工学科を卒業。
- 1936年（昭和11年） - 世界で初めての鉄筋コンクリートローゼ橋である大手橋が完成。
- 1959年（昭和34年） - 建設省退官。
- 1980年（昭和55年）12月 - 死去。
- 2002年度（平成14年度） - 長野県内にある姫川橋・大手橋・栄橋・親沢橋・昭和橋の5橋が中島武設計のRCローゼ桁群として土木学会選奨土木遺産に認定